# Palazzo Battiloro

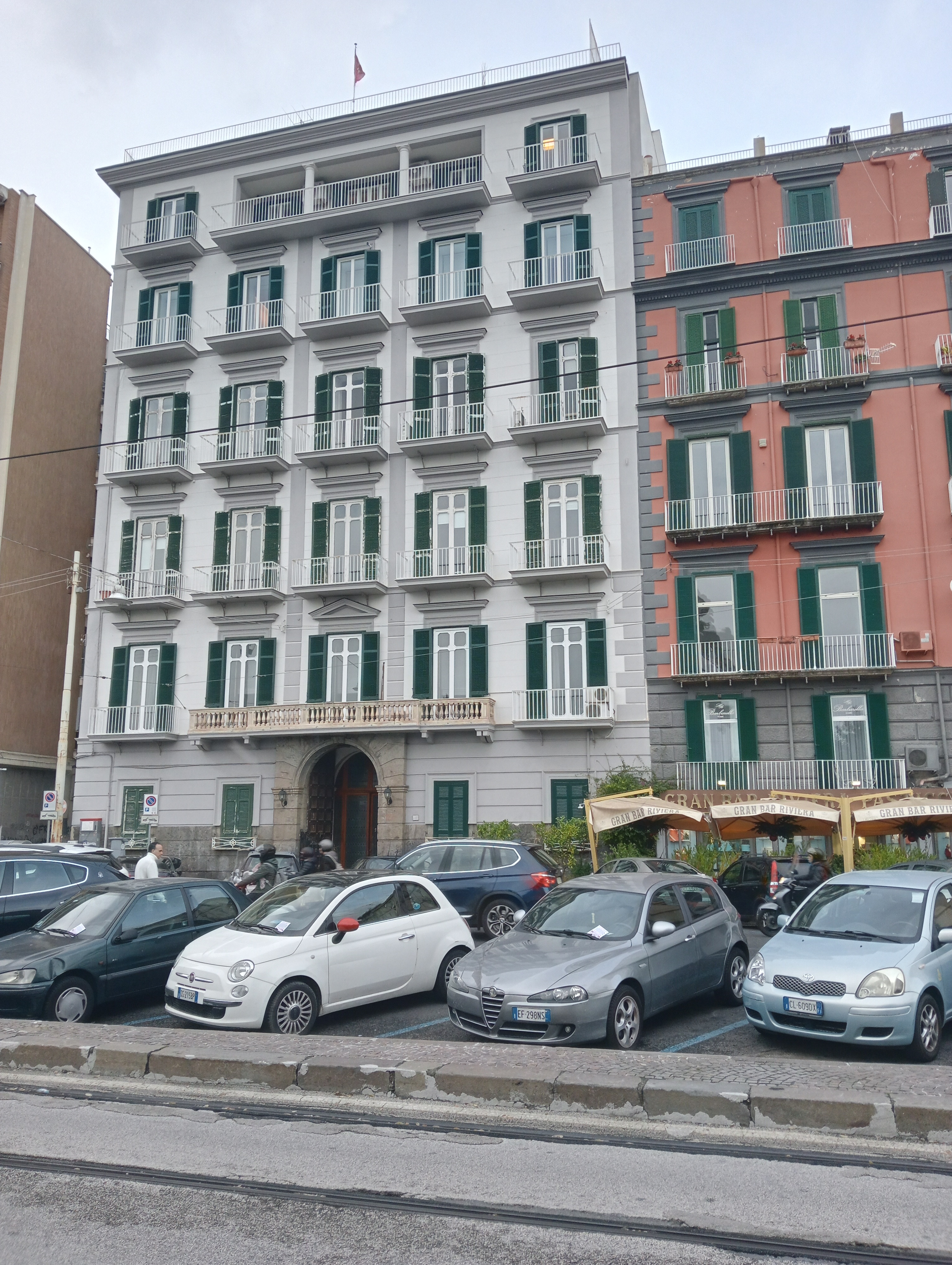
Palazzo Battiloro in Neapel

Der Palazzo Battiloro, auch Palazzo Belgioioso genannt, ist ein Palast aus dem 18. oder 19. Jahrhundert im Viertel Chiaia von Neapel in der italienischen Region Kampanien. Er liegt in der Via Riviera di Chiaia, 180.

## Geschichte
In der Karte des Duca di Noja von 1775 ist das Gebäude noch nicht verzeichnet, aber im von Joachim Murat veranlassten Kataster von 1815 erwähnt. Somit kann man annehmen, dass der Palast im letzten Viertel des 18. Jahrhunderts oder in den ersten Jahren des 19. Jahrhunderts errichtet wurde. Er gehörte den Quartos, Herzögen von Belgioioso und Grafen von Vaglio, und fiel dann an die Markgrafen Battiloro, die ihn vor einigen Jahrzehnten dem Malteserorden stifteten.

## Beschreibung
Der Palast hat sechs Stockwerke: Das Erdgeschoss ist mit glattem Bossenwerk verkleidet und hat ein einfaches Rundbogenportal. Die oberen Stockwerke sind jeweils mit fünf Fenstertüren mit darüber liegenden, geraden Tympana versehen, mit Ausnahme des mittleren Fensters im ersten Obergeschoss, dessen Tympanon Dreiecksform besitzt. Im obersten Stockwerk sind die mittleren drei Fenster (seit der Nachkriegszeit) durch eine Veranda ersetzt, die zwei Säulen hat.
Alle Stockwerke haben Balkone mit einfacher Balustrade, mit Ausnahme der mittleren drei Fenstertüren im ersten Obergeschoss, deren gemeinsamer Balkon eine dekorierte Marmorbalustrade besitzt und von rechteckigen Konsolen gestützt wird.
Nachdem man das Portal durchschritten hat, setzt man seinen Fuß in das Vestibül, an dessen Rückwand drei antike Marmorstatuen und das Familienwappen der Battiloros angeordnet sind. Rechts davon gibt es eine Spiraltreppe, die zum ersten Obergeschoss und den weiteren Geschossen führt. Im ersten Obergeschoss gibt es mit Fresken versehene Säle mit zeitgenössischen Möbeln und eine Privatkapelle in neubyzantinischem Stil.

## Quelle
- Italo Ferraro: Napoli. Atlante della città storica (Chiaia). Band 8. Oikos, Neapel 2012. ISBN 978-88-901478-7-6.